# Paracatu, Minas Gerais
Paracatu este un oraș în Minas Gerais (MG), Brazilia.